# Saad Hammouda
Saad Hammouda (* 21. August 1993) ist ein marokkanischer Leichtathlet, der sich auf den Hochsprung spezialisiert hat und aktuell Inhaber des Landesrekordes ist.

## Sportliche Laufbahn
Erste internationale Erfahrungen sammelte Saad Hammouda im Jahr 2014, als er bei den Afrikameisterschaften in Marrakesch mit übersprungenen 2,10 m den siebten Platz belegte. 2017 belegte er bei den Arabischen Meisterschaften in Radés mit 2,05 m den fünften Platz und 2024 stellte er mit 2,22 m einen neuen marokkanischen Landesrekord auf. Kurz darauf gewann er bei den Afrikaspielen in Accra mit 2,21 m die Silbermedaille hinter dem Ghanaer Evans Yamoah. Im Juni gewann er bei den Afrikameisterschaften in Douala mit 2,15 m die Silbermedaille hinter dem Südafrikaner Brian Raats.
In den Jahren 2013 und 2014 sowie 2018, 2021 und 2024 wurde Hammouda marokkanischer Meister im Hochsprung.